# Connecticut Avenue

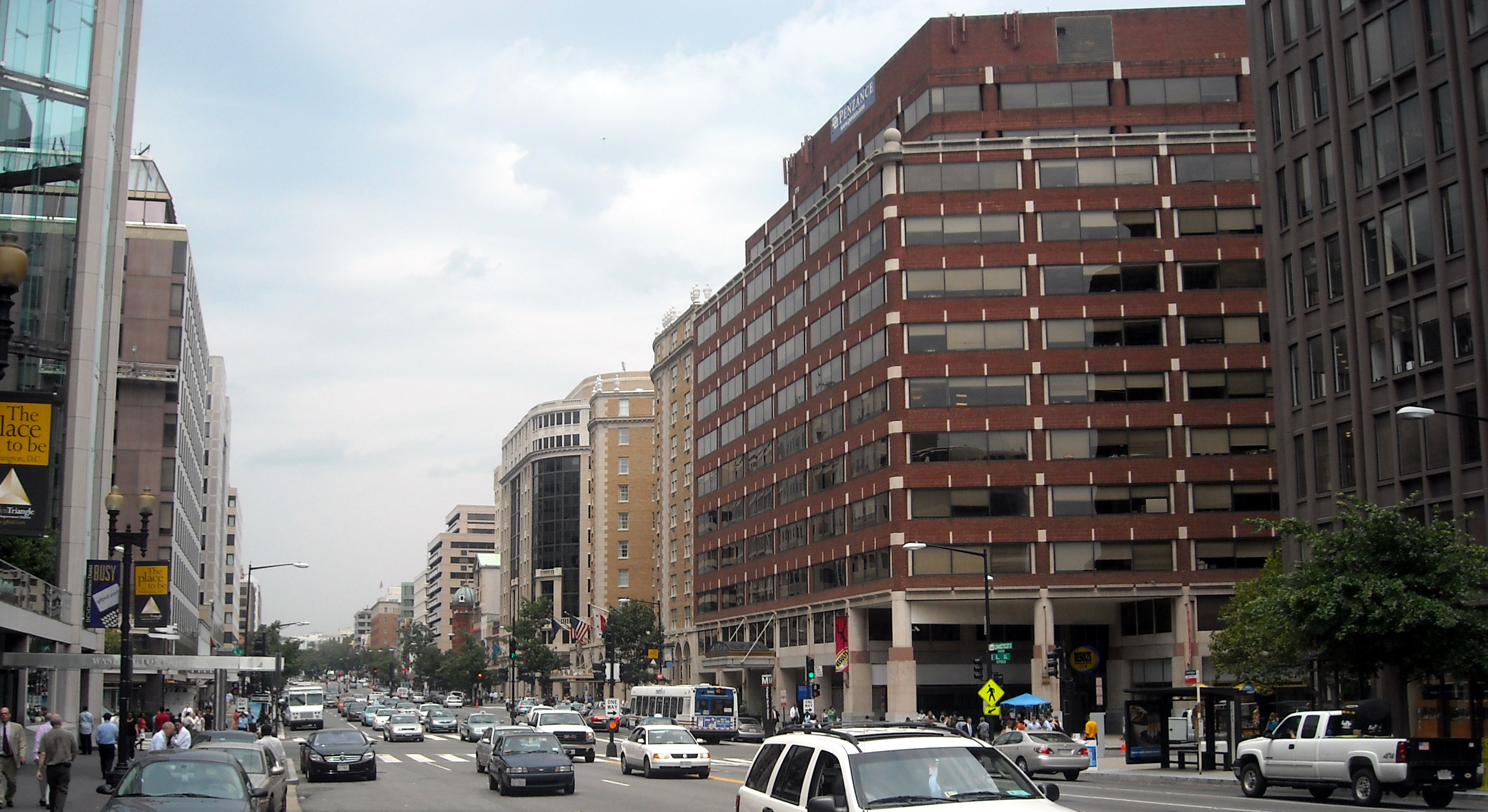
Connecticut Avenue, kijkend in noordelijke richting naar Dupont Circle

Connecticut Avenue is een van de hoofdstraten van de Amerikaanse hoofdstad Washington, D.C. De straat, vernoemd naar de staat Connecticut, is vooral bekend als winkelstraat.
Het zuidelijke deel van Connecticut Avenue (tot Florida Avenue) was onderdeel van het oorspronkelijke plan voor de stad, ontworpen door Pierre L'Enfant. De straat begint bij het Witte Huis, net ten noorden van het park Lafayette Square, en loopt in in noordwestelijke richting naar de grens met Chevy Chase (Maryland), waar het overgaat in Maryland State Highway 185.
De straat wordt onderbroken door het plein Farragut Square. Bij Dupont Circle duikt het een verkeerstunnel onder deze rotonde in. Deze tunnel werd in 1949 aangelegd. De brug Taft Bridge, aangelegd tussen 1897 en 1907, overspant de Rock Creek, een zijarm van de Potomac die door Washington, D.C. loopt.
De Rode lijn van de metro van Washington loopt onder een groot deel van Connecticut Avenue. Langs de straat zijn vijf metrostations: Farragut North, Dupont Circle, Woodley Park-Zoo/Adams Morgan, Cleveland Park en Van Ness-UDC.
De dierentuin Smithsonian National Zoological Park en de universiteit University of the District of Columbia liggen aan Connecticut Avenue. Ook een aantal grote hotels liggen aan de straat, waaronder het Hilton Washington, waar in 1981 een moordpoging op president Ronald Reagan plaatsvond.